# Список хоровых произведений Максима Созонтовича Березовского

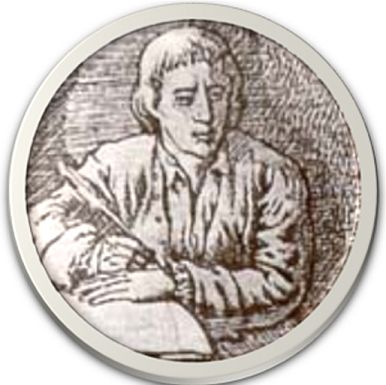
Максим Созонтович Березовский

Список хоровых произведений Максима Созонтовича Березовского - российского композитора, который наряду с Д. С. Бортнянским считается создателем классического типа русского хорового концерта.
Специфической особенностью музыкальной жизни XVIII века являлась своеобразная одноразовость музыкальных сочинений того времени: музыка (оперные, кантатно-ораторные, инструментальные произведения) сочинялась к конкретным событиям («на случай») и за редким исключением не исполнялась повторно. Эта особенность привела к тому, что о значительной части сочинений Березовского мы знаем лишь по упоминаниям. При этом, общий интерес к музыке в обществе того времени повлиял на появление рукописных нотных сборников, которые сохранили до наших дней отдельные произведения Березовского.

## Список
Несмотря на годы, прошедшие со дня смерти Березовского, список его хоровых произведений не является полным. К примеру, М. Г. Рыцарева в 1983 году представила список из 37 произведений, а после тридцати лет исследований в 2013 она предложила аннотированный каталог из 46 произведений. Именно каталог 2013 года лежит в основе представленного списка.
| № п.п. | Название                                                                                 | Тип произведения                                                                  | Тональность     | Наличие рукописи | Наличие рукописи | Упоминание | Упоминание | Упоминание | Упоминание | Упоминание | Упоминание | Упоминание | Упоминание | Упоминание | Упоминание | Упоминание | Упоминание | Упоминание | Публикация                 | Источник |
| № п.п. | Название                                                                                 | Тип произведения                                                                  | Тональность     | нет              | есть             | 1          | 2          | 3          | 4          | 5          | 6          | 7          | 8          | 9          | 10         | 11         | 12         | 13         | Публикация                 | Источник |
| 1      | «Блажени, яже избрал»                                                                    | Причастен для 4-голосного хора                                                    | ре минор        | Х                |                  |            |            | Х          | Х          | Х          | Х          |            | Х          |            |            |            |            |            | Юрченко                    | [ 4 ]    |
| 2      | «Бог ста в сонме богов», («Господь воцарися», нем. Der Herr steht an der hohen Statte)   | концерт для 4-голосного хора, в 6 частях                                          | до мажор        |                  | Х                |            |            |            | Х          | Х          | Х          |            |            | Х          | Х          |            |            |            | Юрченко                    | [ 5 ]    |
| 3      | «В память вечную будет праведник»                                                        | Причастен для 4-голосного хора                                                    | си минор        | Х                |                  | Х          | Х          | Х          | Х          | Х          | Х          |            | Х          |            |            |            |            |            | Юргенсон, Юрченко          | [ 6 ]    |
| 4      | «Верую»                                                                                  | Пьеса для 4-голосного хора, V часть полной «Литургии», или «Обедни» (см. № 20)    | соль мажор      |                  | Х                | Х          | Х          | Х          | Х          | Х          | Х          |            | Х          | Х          | Х          |            | Х          |            | Юргенсон, Юрченко          | [ 6 ]    |
| 5      | «Вкусите и видите»                                                                       | Причастен                                                                         | не известна     | Х                |                  |            | Х          | Х          | Х          |            | Х          |            |            |            |            |            |            |            | Публикации отсутствуют     | [ 7 ]    |
| 6      | «Внемлите, людие мои, закону моему»                                                      | Двухорный концерт в 3 частях                                                      | ре мажор        |                  | Х                |            | Х          | Х          | Х          | Х          | Х          |            |            | Х          |            |            |            |            | Публикации отсутствуют     | [ 7 ]    |
| 7      | «Во всю землю»                                                                           | Причастен для 4-голосного хора                                                    | ми мажор        | Х                |                  |            | Х          | Х          | Х          | Х          | Х          |            | Х          |            |            |            | Х          |            | Юргенсон, Юрченко          | [ 7 ]    |
| 8      | «Вси языци, восплещите руками»                                                           | Концерт для 4-голосного хора, в 7 частях                                          | ми-бемоль мажор |                  | Х                |            | Х          | Х          | Х          | Х          | Х          |            |            | Х          |            |            |            |            | Юрченко (2018)             | ,        |
| 9      | «Вси языци, восплещите руками»                                                           | Двухорный концерт, в 4 частях                                                     | до мажор        |                  | Х                |            | Х          | Х          |            | Х          |            |            |            | Х          |            |            |            |            | Публикации отсутствуют     | [ 8 ]    |
| 10     | «Вскую мя отринул»                                                                       | Концерт для 8-голосного хора (двухорный)                                          | не известна     | Х                |                  |            |            |            |            |            |            | Х          |            |            |            |            |            |            | Публикации отсутствуют     | [ 10 ]   |
| 11     | «Господи, силою Твоею»                                                                   | 4-голосный концерт, в 12 частях                                                   | до мажор        |                  | Х                |            |            |            |            |            |            |            |            | Х          |            |            |            |            | Юрченко (2018)             | ,        |
| 12     | «Господь воцарися»                                                                       | Концерт для 4-голосного хора, в 3 частях                                          | си-бемоль мажор |                  | Х                |            |            |            |            |            | Х          | Х          |            | Х          |            | Х          |            |            | Юрченко                    | [ 10 ]   |
| 13     | «Да воскреснет Бог»                                                                      | Концерт для 4-голосного хора, в 6 частях                                          | фа мажор        |                  | Х                |            |            |            |            |            |            | Х          |            | Х          |            |            |            |            | Юрченко (2018)             | ,        |
| 14     | «Доколе, Господи, забудешь имя»                                                          | Концерт для 4-голосного хора, в 4 частях                                          | соль минор      |                  | Х                |            |            |            |            |            |            |            |            |            |            |            |            |            | Публикации отсутствуют     | [ 13 ]   |
| 15     | «Достойно есть»                                                                          | Концерт для 4-голосного хора. VII часть полной «Литургии», или «Обедни» (см № 20) | соль мажор      |                  | Х.               | Х          |            |            |            |            |            |            |            | Х          | Х          |            | Х          |            | Азеев Юрченко              | [ 12 ]   |
| 16     | «Ектения. И духови Твоему. Отца и Сына»                                                  | Пьеса для 4-голосного хора. IV часть полной «Литургии», или «Обедни» (см. № 20)   | ре минор        |                  | Х                |            |            |            |            |            |            |            |            | Х          |            |            |            |            | Юрченко                    | [ 12 ]   |
| 17     | «Знаменася на нас»                                                                       | Причастен для 4-голосного хора                                                    | соль минор      | Х                |                  |            |            | Х          | Х          |            | Х          |            |            |            |            |            | Х          |            | Юрченко                    | [ 14 ]   |
| 18     | «Иже херувимы»                                                                           | Пьеса для 4-голосного хора. III часть полной «Литургии», или «Обедни»             | ре мажор        |                  | Х                | Х          |            |            |            |            |            |            |            | Х          |            |            |            |            | Азеев Юрченко              | [ 14 ]   |
| 19     | «Иже херувимы» («Херувимская»)                                                           | Литургический хор для 4-голосного хора                                            | до мажор        |                  | Х                |            |            |            | Х          |            | Х          |            |            | Х          |            |            |            |            | Публикации отсутствуют     | [ 16 ]   |
| 20     | «Обедня на 4 голоса // Бас // Сочинение придворного капельмейстера Максима Березовского» | Пьеса для 4-голосного хора, в 8 частях                                            | Тон             |                  | Х                | Х          |            | Х          | Х          | Х          | Х          | Х          | Х          | Х          |            |            |            |            | Азеев Юрченко              | [ 18 ]   |
| 21     | «Милость и суд воспою»                                                                   | Концерт для 4-голосного хора, в 3 частях                                          | си-бемоль мажор |                  | Х                |            |            | Х          | Х          | Х          | Х          |            |            | Х          |            |            |            |            | Юрченко (2018)             | ,        |
| 22     | «Милость мира»                                                                           | Пьеса для 4-голосного хора, VI часть полной «Литургии», или «Обедни» (см. № 20)   | ми минор        | р-н              | Х                | Х          |            |            |            |            |            |            |            | Х          |            |            |            |            | Азеев Юрченко              |          |
| 23     | «Не имамы иныя помощи»                                                                   | Концерт для 4-голосного хора, в 2 частях                                          | ля минор        |                  | р-д              |            |            |            | Х          | Х          | Х          |            | Х          |            |            |            |            |            | Юрченко (2018)             | [ 9 ]    |
| 24     | «Не отвержи мене во время старости»                                                      | Концерт для 4-голосного хора, в 4 частях                                          | ре минор        |                  | Х                |            |            |            |            |            | Х          |            |            |            |            | Х          |            |            | Издания Придворной капеллы |          |
| 25     | «Не отвержи мене во время старости»                                                      | Двухорный концерт                                                                 |                 | Х                |                  |            | Х          | Х          |            |            |            |            |            |            |            |            |            |            |                            |          |
| 26     | «Ныне силы небесныя»                                                                     | Великопостное песнопение                                                          |                 | Х                |                  |            |            |            |            |            | Х          |            |            |            |            |            |            |            |                            |          |
| 27     | «Отрыгну сердце»                                                                         | Концерт для 4-голосного хора                                                      |                 | Х                |                  |            | Х          | Х          |            | Х          |            |            | Х          |            |            |            |            |            |                            |          |
| 28     | «Отче наш»                                                                               | Пьеса для 4-голосного хора, VIII часть полной «Литургии» или «Обедни» (см. № 20)  | ля минор        |                  | Х                | Х          |            |            |            |            |            |            |            |            |            |            | Х          |            | Юрченко                    |          |
| 29     | «Отче наш»                                                                               | Литургический хор для 4-голосного хора                                            | ре мажор        |                  | Х                |            |            |            |            |            |            |            |            |            |            |            |            |            | Публикации отсутствуют     |          |
| 30     | «Приидите и видите»                                                                      | Концерт для 4-голосного хора, в двух частях                                       | до мажор        |                  | Х                |            |            | Х          | Х          | Х          | Х          |            |            |            |            |            |            |            | Юрченко (2018)             | [ 9 ]    |
| 31     | «Приидите, поклонимся»                                                                   | Пьеса для 4-голосного хора, II часть полной «Литургии», или «Обедни» (см. № 20)   | фа мажор        |                  | Х                |            |            |            |            |            |            |            |            |            |            |            | Х          |            | Азеев Юрченко              |          |
| 32     | «Радуйтеся, праведнии»                                                                   | Причастен для 4-голосного хора                                                    | до мажор        | Х                |                  |            |            | Х          | Х          | Х          | Х          |            |            |            |            |            |            |            | Юрченко                    | [ 21 ]   |
| Хх     | «Радуйтеся, праведнии»                                                                   | Причастен для 4-голосного хора                                                    | до мажор        | Х                |                  |            |            | Х          | Х          | Х          | Х          |            |            |            |            |            |            |            | Юрченко                    |          |
| 33     | «Слава во вышних Богу»                                                                   | Концерт для 4-голосного хора в 5 частях                                           | ре мажор        |                  | Х                |            |            | Х          |            | Х          | Х          |            | Х          |            |            | Х          |            |            | Юрченко (2018)             | [ 9 ]    |
| 34     | «Слава Отцу и Сыну»                                                                      | Пьеса для 4-голосного хора, I часть полной «Литургии» или «Обедни» (см. № 20)     | до мажор        |                  | Х                |            |            |            |            |            |            |            |            |            |            |            |            |            | Азеев Юрченко              |          |
| 35     | «Слава Отцу и Сыну»                                                                      | Литургическое песнопение для 4-голосного хора                                     | фа мажор        |                  | Х                |            |            |            | Х          |            |            |            |            |            |            |            |            |            | Публикации отсутствуют     |          |
| 36     | «Суди, Господи, обидящия»                                                                | Концерт для 4-голосного хора                                                      |                 | Х                |                  |            |            |            |            |            | Х          |            |            |            |            |            |            |            | Публикации отсутствуют     | [ 23 ]   |
| 37     | «Творяй ангелы своя духи»                                                                | Причастен для 4-голосного хора                                                    | фа мажор        | Х                |                  |            |            |            |            |            | Х          |            |            |            |            |            |            |            | Юргенсон Юрченко           | [ 23 ]   |
| 38     | «Тебе Бога хвалим» (№ 1)                                                                 | Концерт для 4-голосного хора, в 5 частях                                          | до мажор        |                  | Х                |            |            | Х          | Х          | Х          | Х          | Х          |            | Х          |            | Х          |            |            | Юрченко (2018)             | ,        |
| 39     | «Тебе Бога хвалим» (№ 2)                                                                 | Двухорный концерт, в 5 частях                                                     | соль мажор      |                  | Х                |            |            | Х          | Х          | Х          | Х          | Х          |            | Х          |            | Х          |            |            | Юрченко (2018)             | ,        |
| 40     | «Тебе Бога хвалим» (№ 3)                                                                 | Концерт для 4-голосного хора, в 4 частях                                          | до мажор        |                  | Х                |            |            | Х          | Х          | Х          | Х          | Х          |            | Х          |            | Х          |            |            | Публикации отсутствуют     | [ 25 ]   |
| 41     | «Услышите сия, вси языцы»                                                                | Восьмиголосный концерт                                                            |                 | Х                |                  |            |            |            |            |            | Х          |            |            |            |            |            |            |            | Публикации отсутствуют     | [ 26 ]   |
| 42     | «Хвалите Господа с небес» (№ 1)                                                          | Причастен для 4-голосного хора                                                    | ми минор        | Х                |                  |            | Х          | Х          | Х          | Х          | Х          |            | Х          |            |            | Х          |            |            | Юрченко                    | [ 26 ]   |
| 43     | «Хвалите Господа с небес» (№ 2)                                                          | Причастен для 4-голосного хора                                                    | до мажор        | Х                |                  |            | Х          | Х          | Х          | Х          | Х          |            | Х          |            |            | Х          |            |            | Юрченко                    | [ 26 ]   |
| 44     | «Хвалите Господа с небес» (№ 3)                                                          | Причастен для 4-голосного хора                                                    | до мажор        |                  | Х                |            |            |            |            |            |            |            |            | Х          |            |            |            |            | Юрченко                    | [ 15 ]   |
| 45     | «Чашу спасения прииму»                                                                   | Причастен для 4-голосного хора                                                    |                 | Х                |                  |            |            |            |            |            |            |            |            |            |            |            | Х          |            | Публикаций нет             |          |
| 46     | Unser Vater («Отче наш»)                                                                 | Пьеса для 4-голосного хора                                                        |                 |                  | Х                |            |            |            |            |            |            |            |            |            |            |            |            |            |                            |          |
| 1      | название                                                                                 | тип                                                                               | Тон             | р-н              | р-д              | 1          | 2          | 3          | 4          | 5          | 6          | 7          | 8          | 9          | 10         | 11         | 12         | 13         | Публикатор                 | [ 15 ]   |